# Albert Henry Fullwood

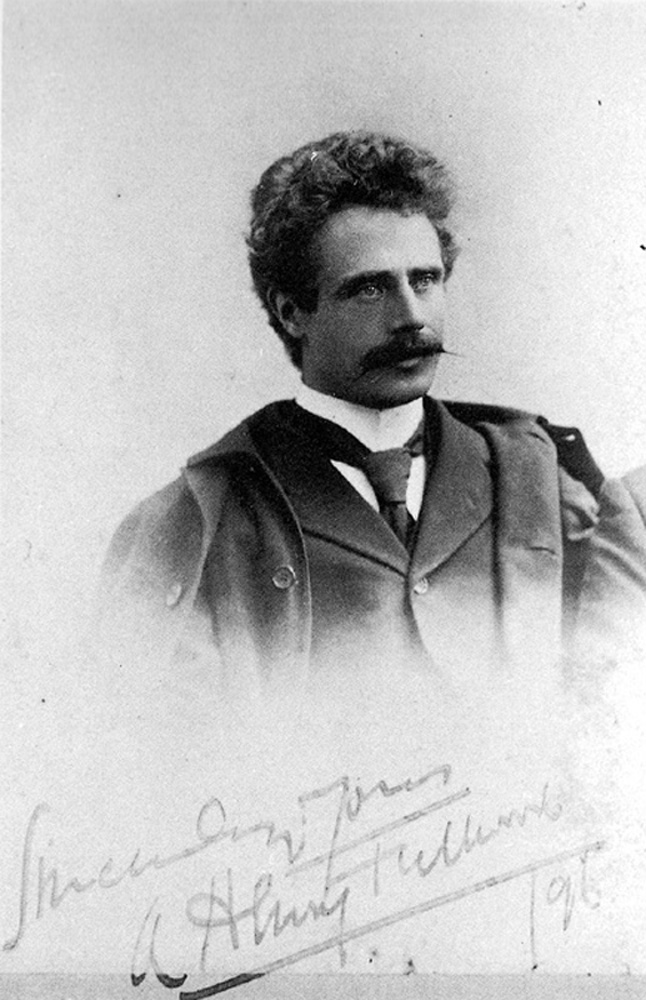
A. Henry Fullwood, 1896, in: Thoms, Albie, Bohemians in the Bush: The Artists’ Camps of Mosman, S. 19 (1991)

Albert Henry Fullwood (* 15. März 1863 in Erdington, Birmingham, Warwickshire, England; † 1. Oktober 1930 in Waverley, South Eastern Sydney) war ein australischer Maler, Illustrator und Radierer.

## Leben

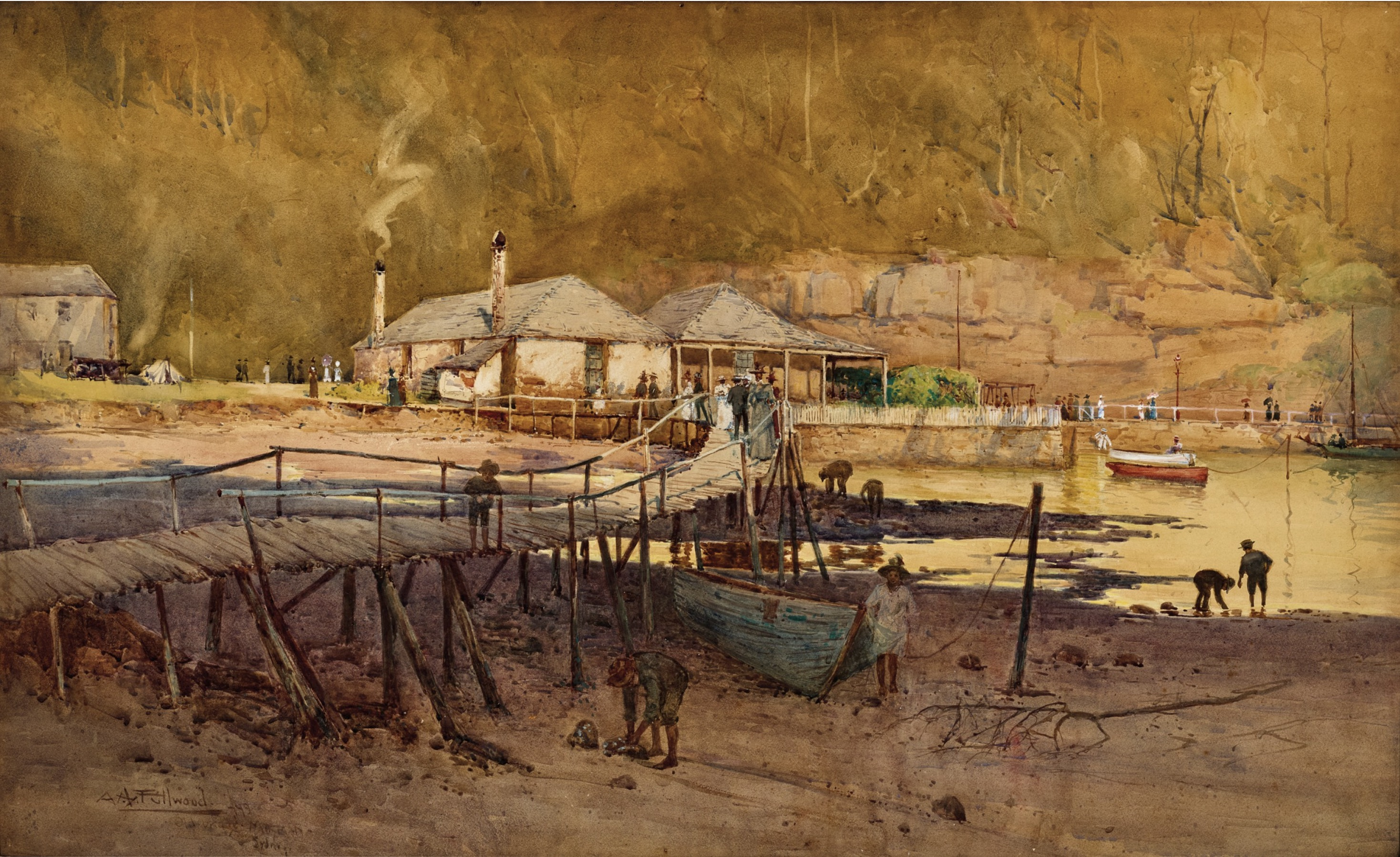
Die alte Walfangstation, Mosman's Bay, Sydney, 1899. Aquarell und Gouache

Albert Henry Fullwood wurde 1863 in Erdington, Birmingham, als Sohn des Juweliers Frederick John Fullwood und seiner Frau Emma Barr geboren. Bereits im Alter von 15 Jahren erhielt Fullwood ein Stipendium und besuchte das Birmingham Institute, wo er seine künstlerische Ausbildung begann. 1883 wanderte er nach Sydney in Australien aus.

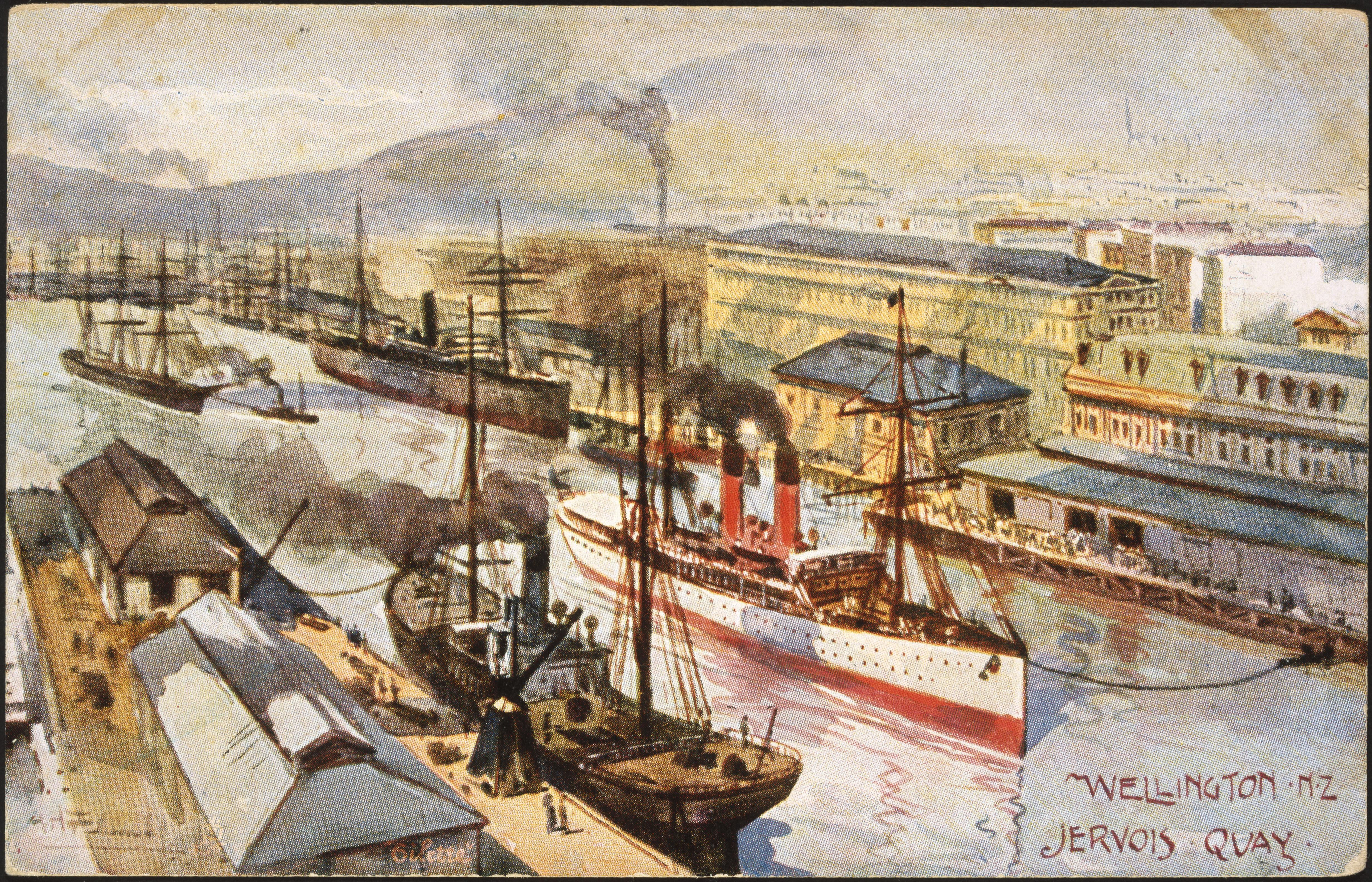
Reproduktion eines Gemäldes von A. H. Fullwood (signiert unten links), das Schiffe am Jervois Quay, Wellington Harbour, zeigt.

In Australien fand Fullwood zunächst eine Anstellung bei John Sands Ltd. und arbeitete ab 1883 als für den Picturesque Atlas of Australasia. In dieser Zeit bereiste er verschiedene Regionen wie Thursday Island, die Torres-Straße, Palmerston (heute Darwin), Port Moresby in Papua-Neuguinea und Neuseeland. Seine Illustrationen wurden oft als solide beschrieben, unterschieden sich aber kaum von denen anderer Künstler wie Julian Ashton. In den 1880er Jahren teilte sich Fullwood ein Atelier mit Frank Mahony und verbrachte die Wochenenden mit Mahony und Ashton beim Malen. Zeitweise lebte er mit seinen Künstlerfreunden Tom Roberts und Arthur Streeton in einem Lagerhaus in Sirius Cove, Sydney. Unter dem Einfluss von Livingston Hopkins wandte sich Fullwood auch der Radierung zu. Seine Arbeiten erschienen in der Londoner Zeitschrift „Graphic“ sowie in verschiedenen australischen Publikationen wie dem „Australian Town and Country Journal“, dem „Bulletin“, den „Illustrated Sydney News“ und der „Sydney Mail“. Für die Hundertjahrfeier der „Sydney Mail“ (21. Januar 1888) fertigte er einen großen Holzschnitt der Stadt Sydney an.
Fullwood war seit 1884 Mitglied der Art Society of New South Wales. Zusammen mit Künstlern wie Tom Roberts, die mit der Kontrolle der Gesellschaft durch Amateure unzufrieden waren, gründete er die Society of Artists in Sydney, die sich auf professionelle Künstler konzentrierte. Er gehörte dem Vorstand dieser Gesellschaft an. Am 13. Oktober 1896 heiratete er Clyda Blanche Newman, die Tochter eines Fotografen. Das Paar hatte zwei Söhne. 1900 zog Fullwood mit seiner Familie nach New York und später nach London. Er stellte regelmäßig in der Royal Academy of Arts und im Salon de la Société des Artistes Français in Paris aus. Er war auch Mitglied des Chelsea Arts Club in London und pflegte enge Freundschaften mit Künstlern wie Bertram Mackennal.
Zu Beginn des Ersten Weltkriegs trat Fullwood dem Allied Arts Corps bei und diente von April 1915 bis November 1917 als Sanitäter im Royal Army Medical Corps. Während dieser Zeit war er im Londoner General Hospital in Wandsworth stationiert, wo er mit anderen australischen Künstlern wie Roberts, Streeton, George Coates und Miles Evergood zusammenarbeitete. 1918 wurde er zum offiziellen Kriegskünstler der 5. Division der Australian Imperial Force ernannt und malte Aquarelle von der Westfront, die heute Teil der Sammlung des Australian War Memorial in Canberra sind. Nach seiner Rückkehr nach Australien im Jahr 1920 gründete Fullwood zusammen mit John Shirlow die Australian Painter-Etchers' Society. Er war auch Gründungsmitglied des Australian Water-Colour Institute im Jahr 1924.
Albert Henry Fullwood starb am 1. Oktober 1930 im War Memorial Hospital in Waverley an den Folgen einer Lungenentzündung. Er wurde auf dem Rookwood-Friedhof in der anglikanischen Abteilung beigesetzt.

## Werk

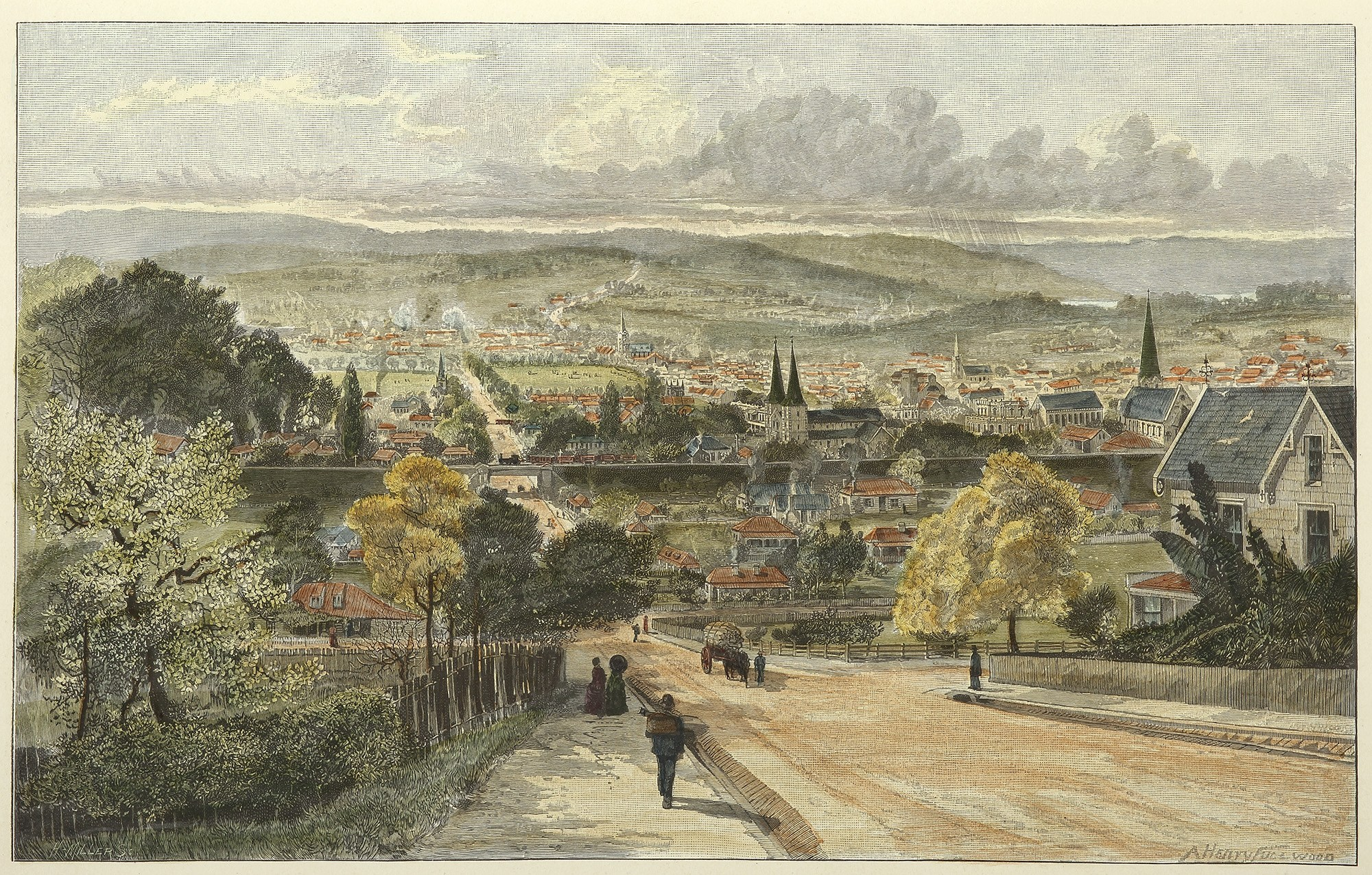
Handkolorierter Stich von Parramatta, Blick nach Norden entlang der Marsden Street, von der Ecke Campbell St. St. Johns befindet sich unmittelbar hinter der Eisenbahnüberführung, und links von St. Johns steht die Uniting Church, gegenüber der Macquarie Street. In der Ferne ist St. Patricks zu sehen.

Sein Werk umfasst Ölgemälde, Aquarelle, Radierungen und Monotypien. Seine frühen Landschaften waren stark von Julian R. Ashton beeinflusst und hatten eine typisch australische Atmosphäre. Später entwickelte er einen eher akademischen, impressionistischen Stil. Ein Porträt von James Quinn befindet sich in der Art Gallery of New South Wales.